# Moschea Baland
La moschea Baland, che significa la "moschea alta", è una moschea di Bukhara in Uzbekistan. Inscritta al Patrimonio mondiale dell'UNESCO, come tutto il centro storico, questa piccola moschea è stata costruita nei primi anni del XVI secolo, nella parte meridionale della città.
Ha una sala di preghiera per l'inverno e un'altra per l'estate. La prima si trova in un edificio cubico, con un Iwan ad angolo e mosaici decorati all'interno. L'iwan serve ls sala delle preghiere in estate. I pishtâk dell'iwan sono decorati con decorazioni in legno che evocano le stalattiti (muqarnas). Il soffitto e le colonne dell'Iwan datano al XIX secolo.
La sala d'inverno è decorata con affreschi, mosaici e dorature con temi floreali. Il soffitto è adornato travi sospese. Un fregio esagonale con caratteri d'oro corre su per le pareti sotto il soffitto.

## Galleria d'immagini

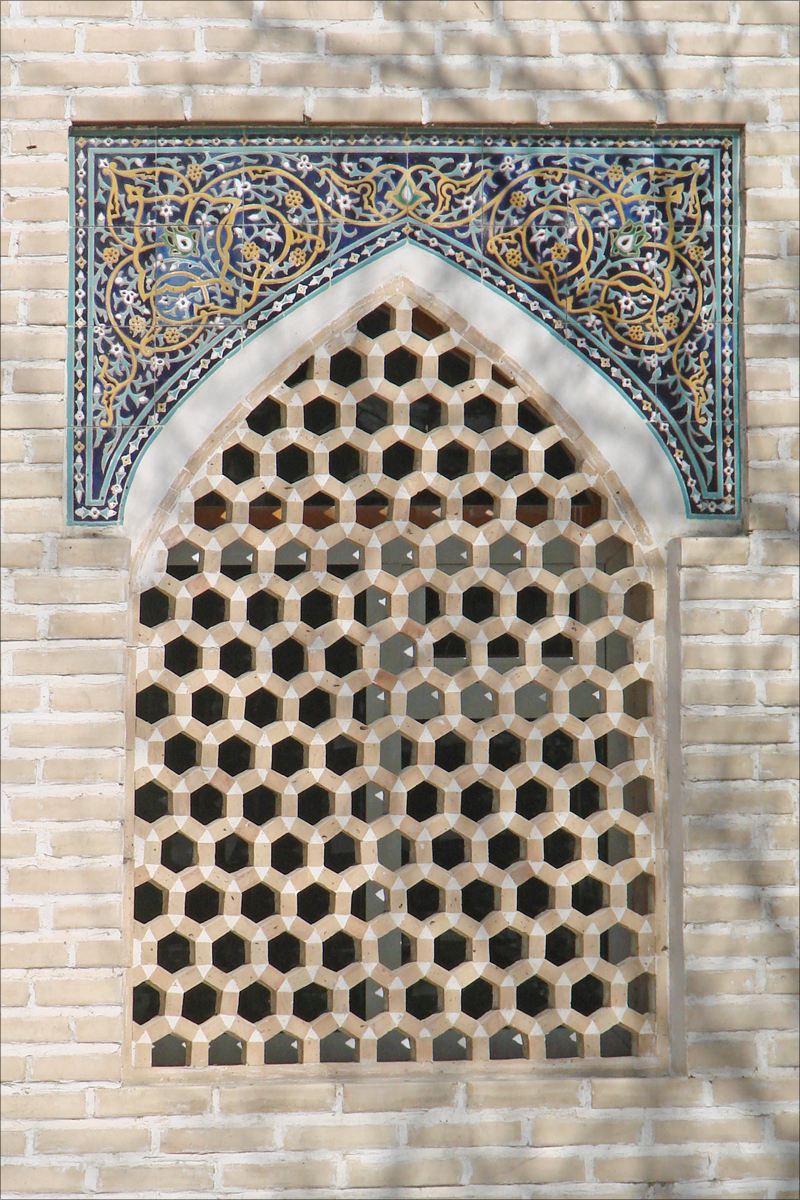
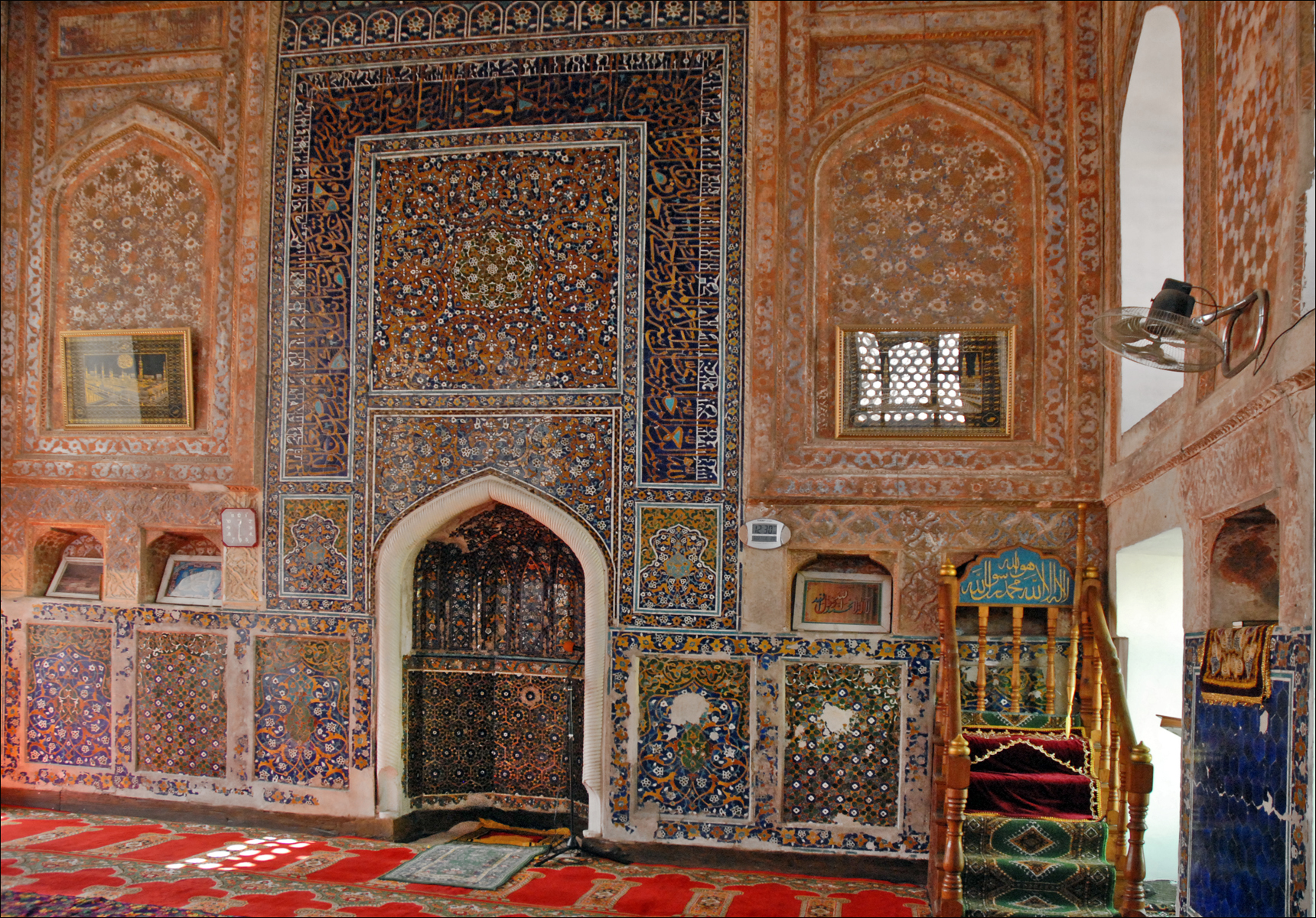
Il mihrab della moschea
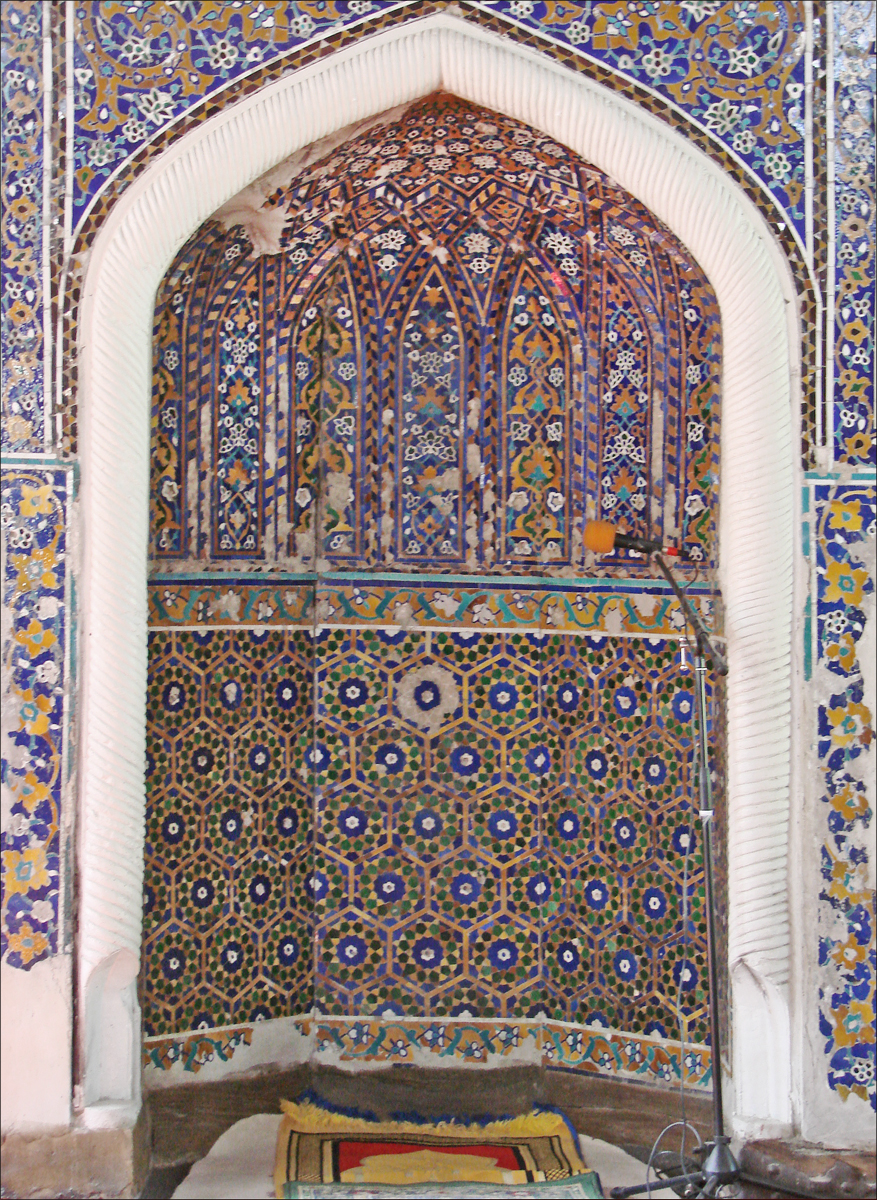
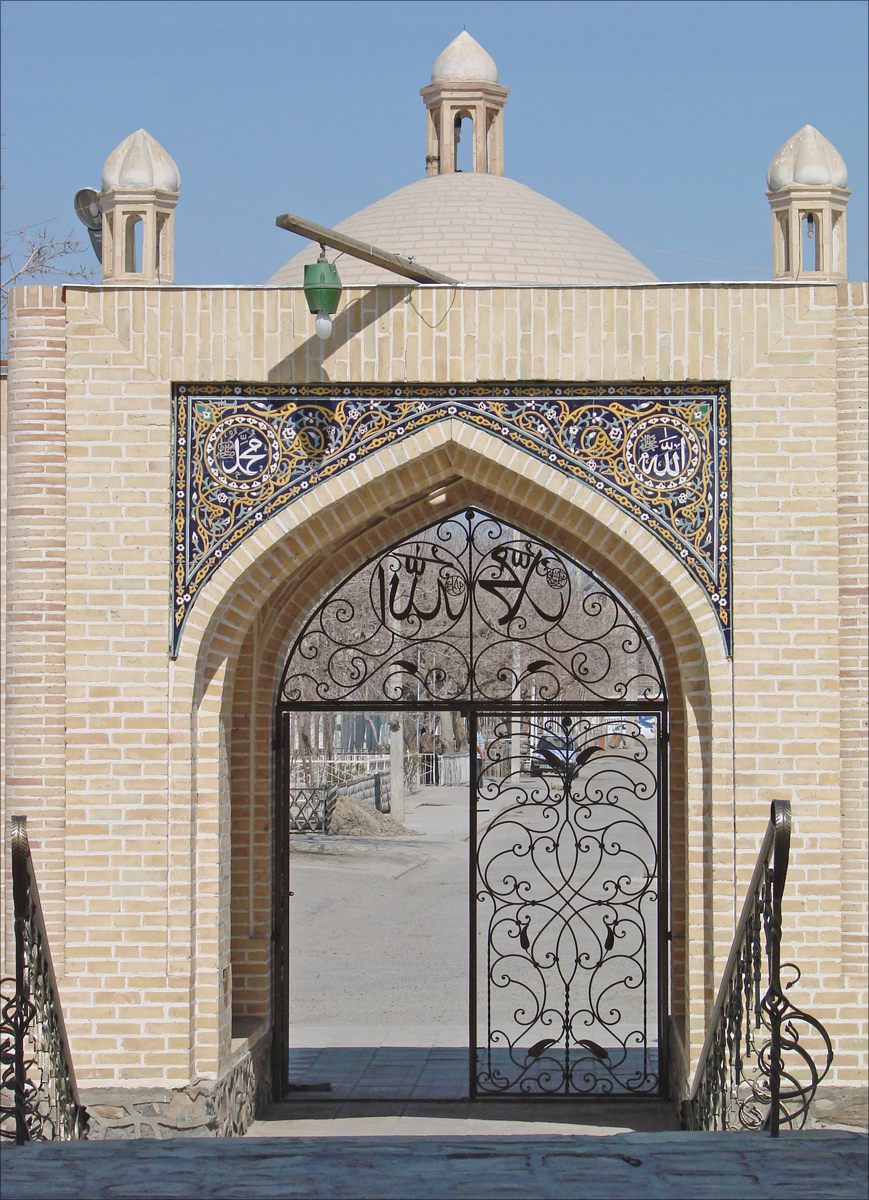
Portale